# Jyrki Taiminen
Jyrki Taiminen es un deportista finlandés que compitió en vela en la clase Europe. Ganó una medalla de oro en el Campeonato Mundial de Europe de 1990.

## Palmarés internacional
| Campeonato Mundial | Campeonato Mundial | Campeonato Mundial | Campeonato Mundial |
| Año                | Lugar              | Medalla            | Clase              |
| ------------------ | ------------------ | ------------------ | ------------------ |
| 1990               | Livorno (Italia)   | Medalla de oro     | Europe             |